# Министерство внутренних дел Турции
Министерство внутренних дел — государственное министерство Турецкой Республики, ответственное за внутренние дела безопасности. 

## Задачи
Обязанности и полномочия Министерства внутренних дел: 
1. Защита целостности страны и нации, внутренней безопасности и безопасности страны, общественного порядка и общих моральных ценностей, прав и свобод, закрепленных в Конституции, путем управления учреждениями внутренней безопасности, связанными с министерством.
2. Обеспечение защиты и безопасности границ, прибрежных и территориальных вод.
3. Обеспечение и контролировать порядок движения на автомобильных дорогах.
4. Предотвращение преступлений, следствие и поимка преступников.
5. Предотвращение и отслеживание всех видов контрабанды.
6. Проведение оценки общего и особого положения провинций и районов и внесение предложений президенту.
7. Деление страны на административные подразделения, организация общих администраций провинций и районов.
8. Предоставление услуг населению и гражданству.
9. Предоставление паспортных услуг.
10. Выполнять другие обязанности, предусмотренные законами или указами президента.

## Филиалы

### Центральная организация
- Главное управление администрации провинции
- Главное управление по делам населения и гражданства
- Главное управление кадров
- Инспекционная комиссия
- Управление по развитию стратегии
- Отдел контрабанды, разведки, эксплуатации и сбора информации
- Отдел Ассоциаций
- Управление по чрезвычайным ситуациям
- Департамент Европейского Союза и внешних связей
- Отдел образования
- Отдел вспомогательных услуг
- Департамент информационных технологий
- Юридическое консультирование
- Пресс-служба

### Провинциальная организация
- Главное управление провинции 
  - Губернатор
  - Руководители администрации
  - Областной административный совет
- Администрация района 
  - Губернатор района
  - Руководители администрации района
  - Районный административный совет
- Администрация округа 
  - Руководитель округа
  - Окружной административный совет

### Постоянные советы / филиалы
- Главное командование жандармерии

Главное командование жандармерии управляет местами за пределами юрисдикции провинциального и районного муниципалитета полиции определены как места без правоохранительных органов. Помимо войны и чрезвычайных обстоятельств, она связана с Министерством внутренних дел.
В случаях войны и мобилизации, подразделения жандармерии, которые определяются решением Совета министров на основе мнения Генерального штаба, входят в командование сухопутных войск, а остальные подразделения продолжают выполнять свои обычные обязанности. 
- Командование береговой охраны

Задача командования береговой охраны состоит в том, чтобы активизировать национальное и международное право в районах морской юрисдикции и обеспечить безопасность жизни и имущества. Командование, связано с Министерством внутренних дел с 1 января 1985 года; до этой даты он был связан с Генеральным командованием жандармерии. 
В случаях войны и мобилизации подразделения командования, которые будут определены Советом министров, подчиняются командованию военно-морских сил, а остальные подразделения продолжают выполнять свои обычные обязанности. 
- Комитет Министерства
- Полиция Турции
- Академия полиции
- Академия жандармерии и береговой охраны
- Координационный совет по вопросам контрабанды
- Главное управление по управлению миграцией